# らぶなどーる!
『らぶなどーる！』は、上月司による日本のライトノベル。イラストはアマガイタローが担当する。電撃文庫（アスキー・メディアワークス）から2012年5月より刊行されている。

## あらすじ
高校2年生の始業式を終え、雪村虎太郎は一人暮らしをするアパートに戻るが、建物は火災で焼失しており、住居を失ってしまった。翌日、どうすべきか途方に暮れ、幼なじみの相羽空に相談すると彼女が今住んでいる建物、コーポ玖臥に案内される。そこには他の住人として、百合川雛姫・玖臥セレスティア・相羽蒼海が住んでいた。彼女たちは虎太郎の事情を理解してここに住むことを認めてくれる。しかし、虎太郎の受難はこれで終わりではなかったのであった.....

## 登場人物

### 主要人物
雪村虎太郎（ゆきむらこたろう）
主人公。始業式の日に住居を失い、やむをえずコーポ玖臥にて生活することになる。だが、あるハプニングによって生徒会活動の手伝いを命じられることになる。
百合川雛姫（ゆりかわひなき）
生徒会副会長。黒髪が特徴でクラス委員長でもある。自らが放つ空気から孤高の印象を周囲に与えるが、本心としては寂しがり屋の一面を持つ。
玖臥セレスティア（くがセレスティア）
生徒会会長。ファッションモデルとしても活躍しており、目立ちたがり屋で子供っぽい一面もある。しかし、彼女のある行動が虎太郎を生徒会活動にかかわらせることとなる。
相羽空（あいばそら）
生徒会役員。虎太郎の幼なじみ。格闘技が好きなスポーツ少女だが、一つの種目にこだわらないタイプでいろいろな格闘技に精通している。外交的なタイプである。
相羽蒼海（あいばうみ）
生徒会役員。空の妹。いつも大きなヘッドフォンを首から提げている。姉と違い、内向的なタイプである。

## 用語
- 私立愛杜学園

中高一貫校で中等部と高等部は別々の敷地に設置されている。
- コーポ玖臥

学園から約10分の距離にあるアパート。虎太郎が来るまでは生徒会役員のメンバーしか住んでいなかったため実質的には女子寮である。ちなみにセレスティアが個人所有している建物でもある。

## 既刊一覧
- 上月司（著）・アマガイタロー（イラスト） 『らぶなどーる！』 アスキー・メディアワークス〈電撃文庫〉、既刊3巻（2013年1月10日現在）
  1. 2012年5月10日発売[1]、ISBN 978-4-04-886555-5
  2. 2012年8月10日発売[2]、ISBN 978-4-04-886794-8
  3. 2013年1月10日発売[3]、ISBN 978-4-04-891250-1